# Переход Судана к демократии

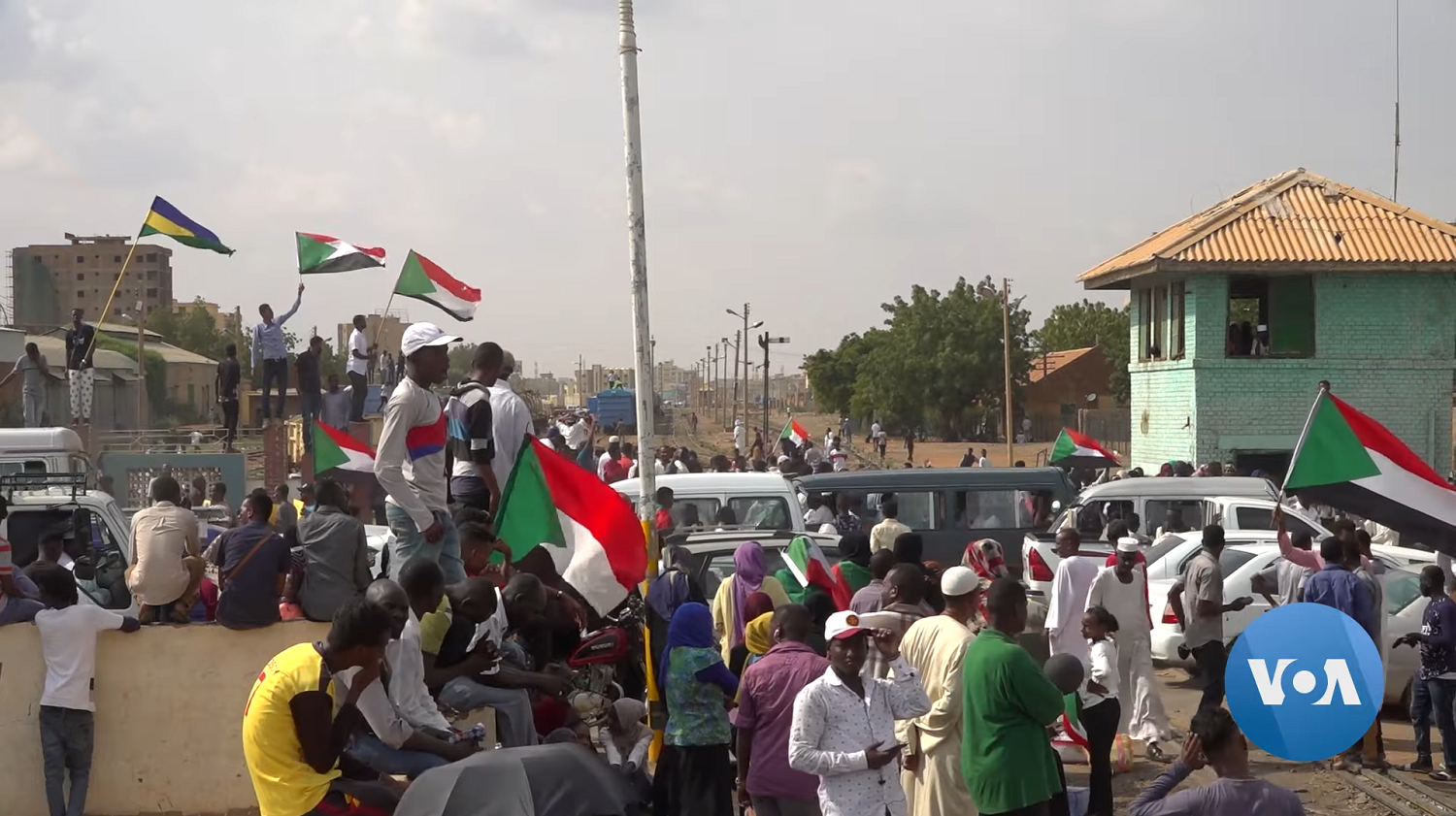
Жители Судана празднуют ратификацию проекта конституционной декларации на улице (19 августа 2019).

Переход Судана к демократии (араб. انتقال السودان إلى الديمقراطية‎) — современный этап истории Судана, начавшийся после свержения президента Омара аль-Башира. Он был отмечен формированием переходного правительства, общественным и военным противостоянием. Этот период, по замыслу временных властей, должен завершиться проведением демократических выборов.

## Падение правительства Башира
В декабре 2018 года в Судане начались протесты, когда в ряде городов вспыхнула серия демонстраций из-за резкого роста стоимости жизни и ухудшения экономической ситуации. В январе 2019 года внимание протестующих переключилось с экономических вопросов на призывы к отставке президента страны Омара аль-Башира. В ответ руководство государства объявило первое за последние двадцать лет чрезвычайное положение в стране на фоне нарастающих волнений, а также провело ряд смен власти, что не улучшило ситуацию.
Утром 11 апреля 2019 года Вооружённые силы Судана устроили военный переворот: военные распустили Кабинет министров и Национальное собрание, объявили трёхмесячное чрезвычайное положение, за которым последовал двухлетний переходный период. Ахмед Авад ибн Ауф, который был одновременно министром обороны и вице-президентом страны, объявил себя фактическим главой государства и объявил о приостановлении действия конституции.
Все политзаключенные, включая лидеров протеста против аль-Башира, были освобождены из тюрьмы. Партия экс-президента «Национальный конгресс Судана» объявила, что проведёт митинг в поддержку свергнутого главы государства. В свою очередь солдаты совершили налет на офисы Исламского движения, основного идеологического крыла «Национального конгресса» в Хартуме.

## Переходное правительство
Изначально вся власть была только в армии. Суданом управлял Переходный военный совет (военная хунта). Летом 2019 года генерал Абдель Фаттах аль-Бурхан, преемник Ауфа, договорился с движением «Силы за свободу и перемены» о разделении власти с военными, создав Суверенный совет. Среди них были как гражданские лица, так и военнослужащие.
Орган был создан в соответствии с проектом конституционной декларации от августа 2019 года. В соответствии со статьей 10(b) проекта конституционной декларации Совет состоит из пяти гражданских лиц, избранных Силами свободы и перемен (СИЗ), пяти военнослужащих, избранных Переходным военным советом (ПВС), и одного гражданского лица, избранного в соответствии с соглашение между ССД и ПВС. В течение первых 21 месяца председателем был военный офицер Абдель Фаттах аль-Бурхан, а в течение оставшихся 18 месяцев председателем должен был быть гражданский член в соответствии со статьей 10 (с).
В течение первых двух лет своего существования этот орган не смог примирить стороны с глубокими политическими разногласиями, существовавшими еще во времена аль-Башира. Более того, Совет начал проводить жесткие экономические реформы, чтобы претендовать на кредиты Международного валютного фонда, но это решение вызвало сопротивление населения.

## Военно-политическая борьба
В сентябре 2021 года на востоке страны начались беспорядки. В этих условиях сторонники Башира стали готовить путч, но он потерпел неудачу. После инцидента были арестованы 60 военнослужащих.
События вызвали рост напряженности между военными и гражданскими лицами, так как военачальники стали требовать реформ от Сил за свободу и перемены и призывали к отставке членов кабинета. Результатом конфликта стал новый военный переворот, в ходе которого были задержаны не менее 5 высокопоставленных лиц, в том числе премьер-министр Абдулла Хамдок. Было объявлено о введении чрезвычайного положения и роспуске правительства. Генерал Бархан захватил всю власть в стране.
Граждане, выступавшие против военного переворота, вышли на улицы столицы Хартума . Абдалла Хамдок, арестованный во время переворота, призвал к демонстрациям.
Однако угроза остаться без финансовой поддержки извне побудила суданских военных восстановить Абдуллу Хамдока в должности. 21 ноября Бурхан подписал в Хартуме соглашение с Хамдоком о возвращении последнего на пост премьер-министра. Представители гражданского общества, которые настаивали на этом весь месяц, решили не прекращать акции протеста. Вместо Суверенного Совета был образован Переходный Суверенный Совет.
В апреле 2023 года страну захлестнула новая волна насилия, когда начались столкновения между армией и военизированной организацией «Силы оперативной поддержки».